# Delingsdorf
Delingsdorf est une commune allemande du Schleswig-Holstein, située dans l'arrondissement de Stormarn (Kreis Stormarn), à mi-chemin entre les villes d'Ahrensburg et Bargteheide, près de Hambourg. Delingsdorf fait partie de l'Amt Bargteheide-Land (« Bargteheide-campagne ») qui regroupe huit communes autour de Bargteheide.